# Esimbi
Pour les articles homonymes, voir Bogue.
L’esimbi (ou aage, age, bogen, bogue, eshimbi, essimbi, tsimbi, mburugam, simpi) est une langue bantoïde méridionale, dite tivoïde, parlée au nord-ouest du Cameroun, dans le département du Menchum, l'arrondissement de Menchum Valley, depuis Benakuma jusqu'au Nigeria. 
En 1982, le nombre de locuteurs a été estimé à 20 000 au Cameroun.

## Écriture
Une orthographe esimbi utilisant l’Alphabet général des langues camerounaises a été développé.
| a | b | bh | d | e | ə | ɛ | f | g | h | i | k | kp | l | m | n | ŋ | p | o | ɔ | r | s | t | u | v | y |

L’accent aigu indique le ton haut et le macron indique le ton moyen.